# Primnoella laevis
Primnoella laevis är en korallart som först beskrevs av Thomson och Mackinnon 1911.  Primnoella laevis ingår i släktet Primnoella och familjen Primnoidae. Inga underarter finns listade i Catalogue of Life.